# Daniel Lupașcu
Daniel Ștefan Lupașcu (n. 17 august 1981, Cugir) este un jucător român de fotbal, care a evoluat la echipe ca: Metalurgistul Cugir, CSM Reșița, FC Unirea Alba-Iulia, FC Oradea, Dacia Mioveni. Pentru o scurtă perioadă a evoluat în Liga I cu CS Dacia Mioveni.